# Монеты Филиппа II Македонского

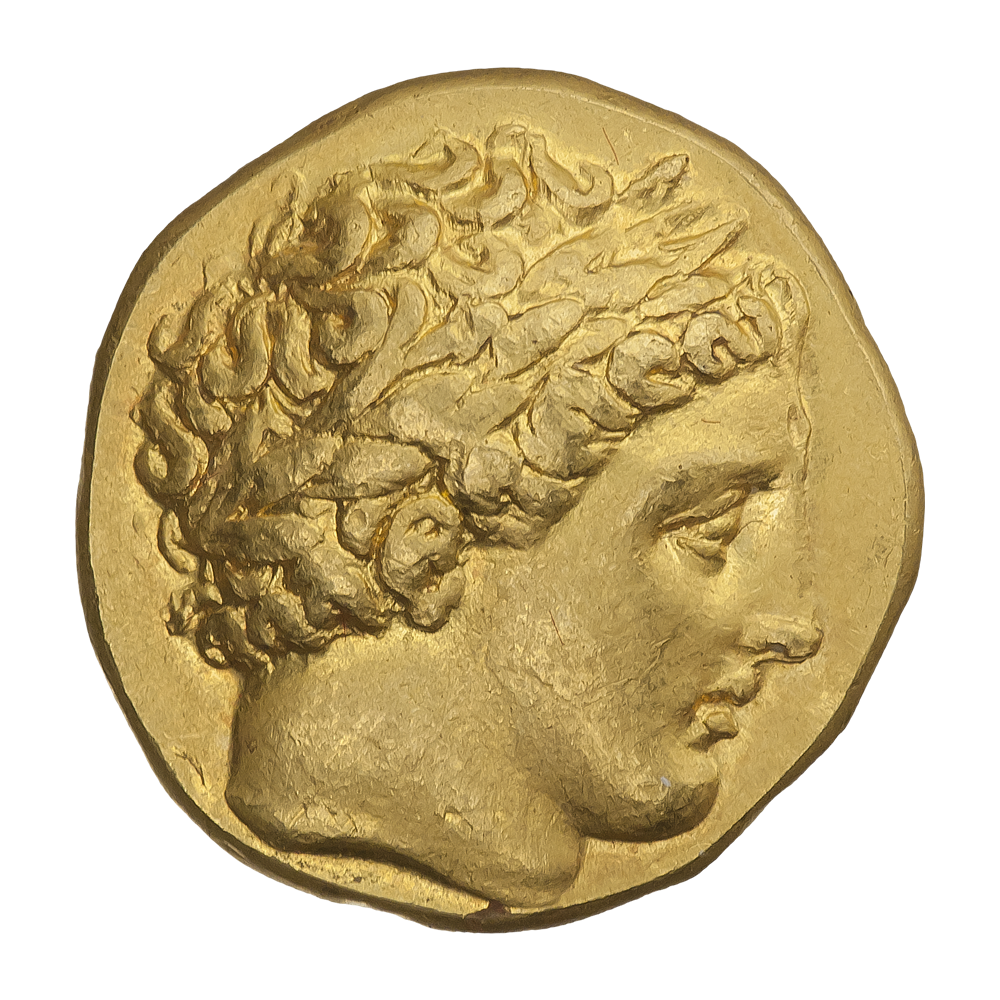
Статер. Македония. Филипп II (аверс)

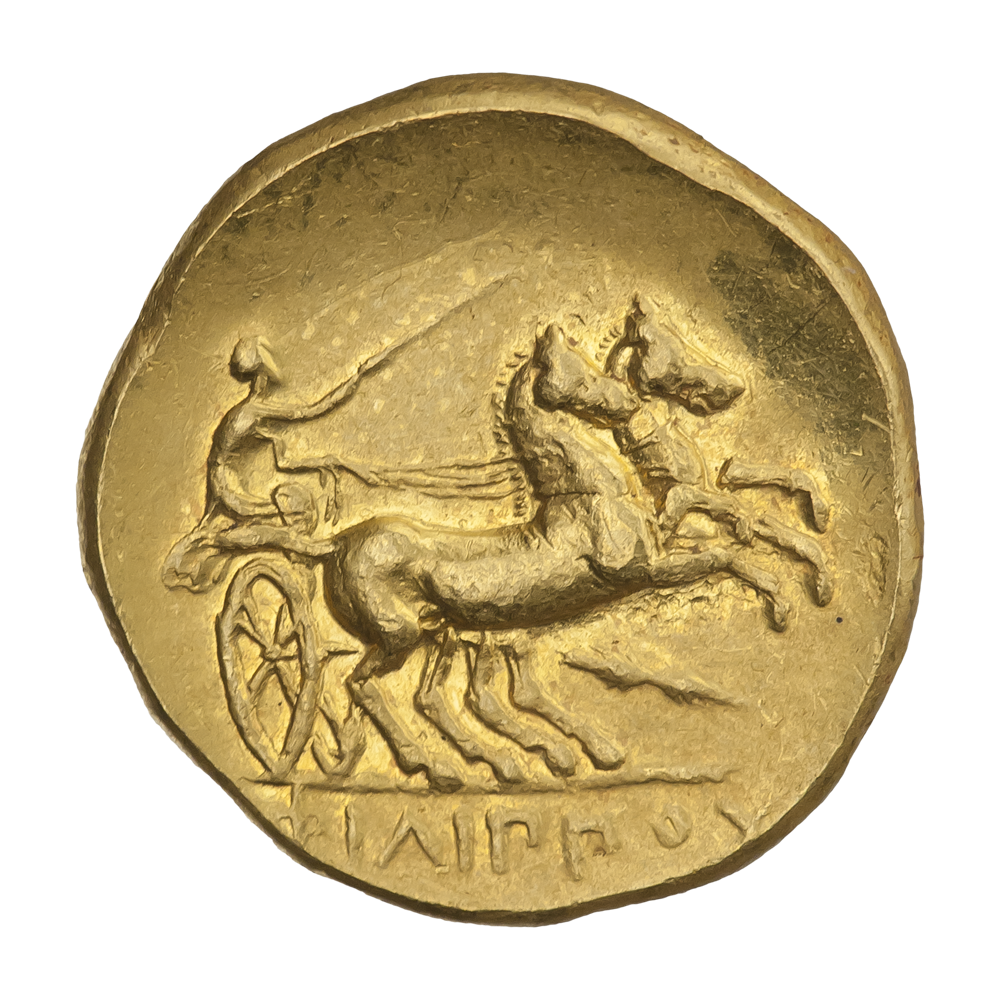
Статер. Македония. Филипп II (реверс).png

Монеты Филиппа II Македонского — монеты, которые чеканились во времена правления Филиппа II (359—336 год до н. э.) в Македонском царстве. Этот царь стал первым в стране, кто начал чеканку золотых монет и поместил свой портрет на сторону монеты, а также реорганизовал монетную систему Македонского царства.

## История
Вступив на престол, Филипп II реорганизовал монетную систему страны и провел денежную реформу. До этого в стране не было слаженно функционирующей монетной системы. В денежном обращении были серебряные и бронзовые монеты местной чеканки вместе с греческими, персидскими и родосскими монетами. Также в денежном обращении находились монеты греческих колоний.

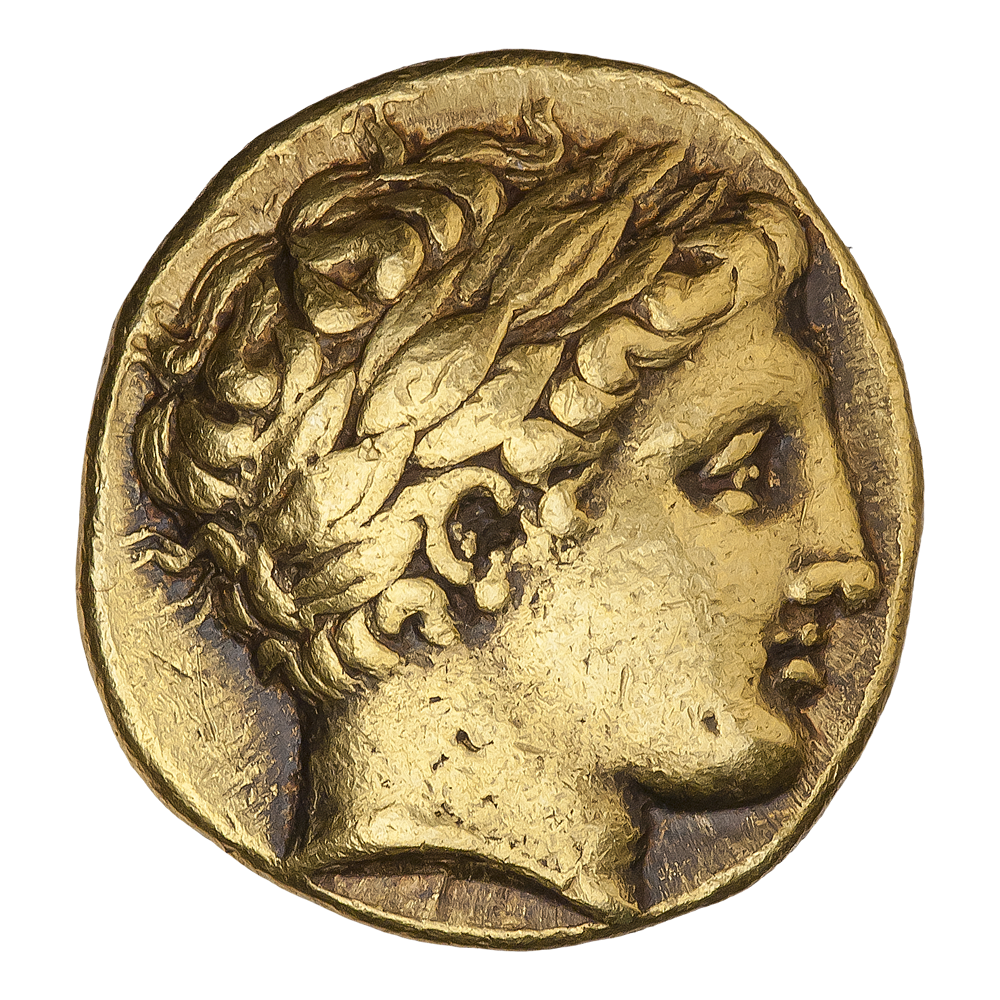
Статер. Македония. Филипп II (аверс).png

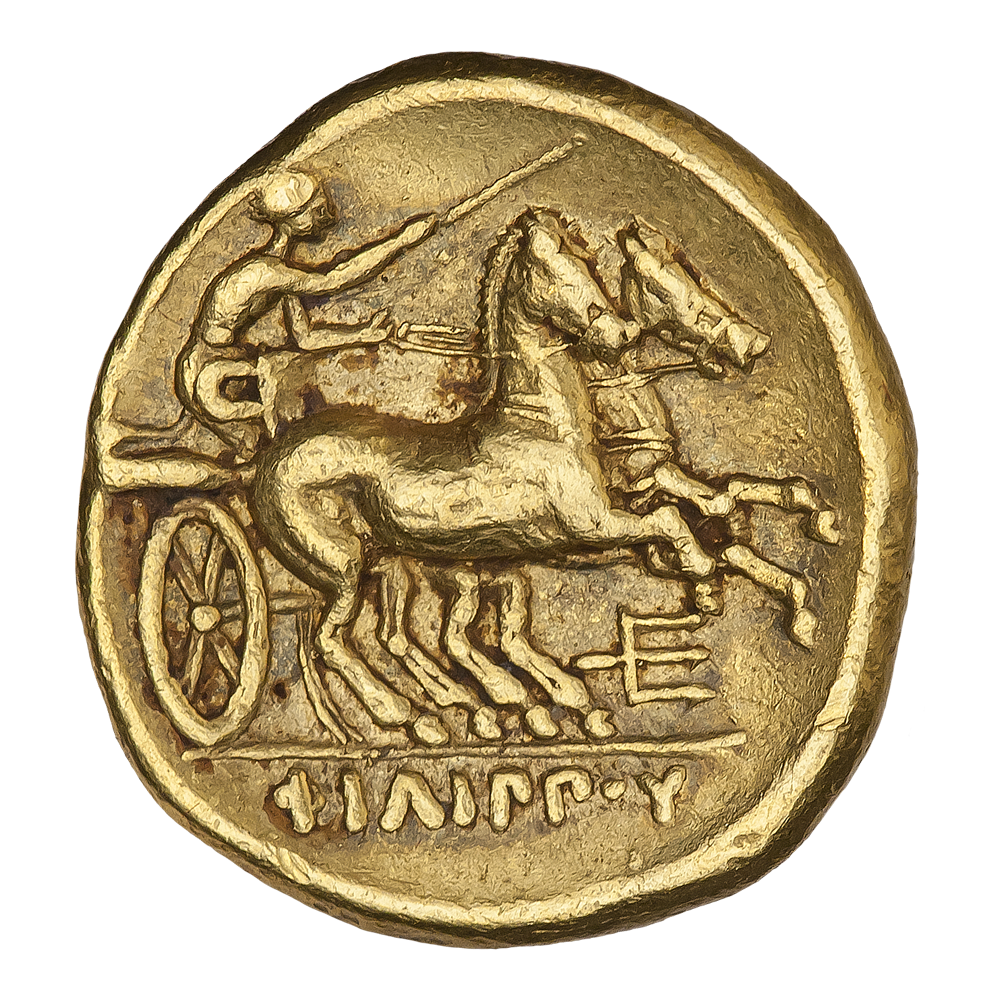
Статер. Македония. Филипп II (реверс).png

Филипп II, после того, как захватил Пангейские золотые рудники, занялся чеканкой золотых монет — до этого момента чеканка золотых монет не производилась. Стал одним из первых правителей, кто стал помещать свой портрет на сторону монеты, хотя такие монеты в период его правления и чеканились не часто. Более распространенным был вариант статера, на лицевой стороне которого изображалась голова Аполлона, а на оборотной стороне — воин, который едет в двухколесной античной боевой колеснице, которая запряжена двумя лошадьми. Помимо золотых статеров, в это время активно чеканились серебряные тетрадрахмы.
Золотая монета чеканилась по аттическому стандарту, чеканка серебряной монеты проходила по родосскому стандарту. Занявшись массовой чеканкой монет, Филипп II улучшил экономический потенциал страны.
Монеты, которые чеканились в Македонском царстве во времена правления царя Филиппа II (359—336 год до н. э.):
- Серебряная тетрадрахма Филиппа II. На аверсе изображена голова Зевса, украшенная венком, повернутая вправо. На реверсе — юноша, который едет на коне влево с длинной ветвью в руке;
- Серебряная тетрадрахма Филиппа II. На аверсе — голова Зевса, которую украшает венок, повернутая влево. На реверсе — юноша, который едет на коне вправо с длинной ветвью в руке;
- Золотой статер Филиппа II. На аверсе отчеканена голова Аполлона, украшенная лавровым венком вправо. На реверсе — воин на колеснице вправо, в руках у него поводья и палка с заостренным концом. Внизу — треножник. Легенда — «Филипп» — располагается горизонтально.
- Золотой статер Филиппа II. На аверсе — голова Аполонна в лавровом венке вправо. На реверсе — воин на биге вправо, в руках держит поводья и кентрон. Внизу — треножник. Легенда горизонтально: «Филипп»[2].

При Филиппе II впервые в истории греческого монетного дела стали выпускаться одновременно на монетных дворах монеты одного и того же типа. Появилась необходимость ввести отличительные признаки для монет, благодаря которым было бы легко различать разные выпуски монет и работы разных монетных дворов. Одновременная чеканка такого объема монет привела к тому, что одни и те же изображения одновременно чеканились разными мастерами и представителями разных школ.